# Isokron
Isokron er et signal, der kun skifter tilstand i faste intervaller, styret af en taktgiver. Signalet vil dermed få en varighed, der er et multiplum af de data, der sendes og taktgiverens frekvens. Hvis en sådan regelmæssighed ikke forekommer, kaldes signalet anisokront.
Isokron transmission benyttes bl.a. på den serielle kommunikationsport på en computer (RS232)). 
Benyttes desuden til streaming af audio- og videosignaler, og tilbyder en garanteret båndbredde, minimal forsinkelse samt muligheden for at synkronisere præsentationen af et signal på en eller flere enheder med signal-kilden.
Isokrone signaler benyttes overvejende til synkron transmission. Der er dog ikke noget, som hindrer, at senderen ved asynkron transmission afgiver et signal, som er isokront. 